# Spinibarbus
Spinibarbus és un gènere de peixos de la família dels ciprínids i de l'ordre dels cipriniformes.

## Taxonomia
- Spinibarbus babeensis (Nguyen, 2001)[2]
- Spinibarbus caldwelli (Nichols, 1925)
- Spinibarbus denticulatus (Oshima, 1926)[3]
- Spinibarbus hollandi (Oshima, 1919)[4]
- Spinibarbus nammauensis (Nguyen & Nguyen, 2001)[5]
- Spinibarbus ovalius (Nguyen & Ngo, 2001)[5]
- Spinibarbus sinensis (Bleeker, 1871)[6][7][8][9]